# 云斑丘腹蛛
云斑丘腹蛛（学名：Episinus nubilus）为球蛛科丘腹蛛属的动物。分布于日本、韩国、台湾岛以及中国大陆的山西、浙江、湖南、湖北等地。该物种的模式产地在日本。